# 1997 în literatură
- 1996 în literatură — 1997 în literatură — 1998 în literatură

Anul 1997 în literatură a implicat o serie de evenimente și cărți noi semnificative.

## Cărți noi
- Vrengt – Inversat – (roman pentru tineret) de scriitorul norvegian Harald Rosenløw Eeg

## Premii
- Premiul Nobel pentru Literatură: Dario Fo